# Július Nôta
Július Nôta (magyarul Nota Gyula) (Rimaszombat, 1971. április 3. –Rimajánosi,  2009. február 20.) felvidéki származású szlovák-magyar labdarúgó, kapus, edző.

## Pályafutása
Pályafutása során hazájában a Rimavská Sobota, Magyarországon a Diósgyőri VTK, a Zalaegerszegi TE, a Dunaferr, a Kispest-Honvéd és a Vasas SC kapuját védte. A Diósgyőri VTK színeiben 21, a Dunaferrben pedig nyolc élvonalbeli mérkőzésen védett 1997 és 1999 között. Az 1999-2000-es szezont megelőzően került Zalaegerszegre, ahol egy, majd Kispesten tizenhét alkalommal lépett pályára. A Vasasban 2001 nyarán igazolt, 25 bajnokin kapott lehetőséget a végül kieső csapatban, amelynek hálóját fél évig a másodosztályban is őrizte. Összesen 82 alkalommal kapott lehetőséget a magyar élvonalban. Visszavonulását követően Rimaszombaton telepedett le, az MŠK Rimavská Sobota kapusedzője lett, illetve dolgozott a szlovák korosztályos válogatottak mellett is.

## Halála
2009. február 20-án kutyasétáltatás közben érte támadás, amely során nyakon szúrták. Sérüléseibe még aznap belehalt. Szülőfalujában, Jánosiban (Rimavské Janovce) helyezték örök nyugalomra 2009. február 24-én.

## Család
Nős volt, feleségével, Zuzanával két fiuk született, Július és Jakub.

## További információ
- Július Nôta, playerhistory.com